# Banjo-Tooie
Banjo-Tooie est, comme le précédent épisode de la série, un jeu vidéo de plates-formes, créé par le studio de développement Rare et édité par Nintendo pour la console Nintendo 64. Il se déroule dans 9 mondes contenant  90 pièces de puzzle. Le jeu est proposé sur Xbox Live Arcade depuis avril 2009. Il est également disponible sur Nintendo Switch depuis le 25 octobre 2024 via l'abonnement Nintendo Switch Online + Pack additionnel.

## Synopsis
Deux années se sont écoulées depuis la défaite de la sorcière Gruntilda dans Banjo-Kazooie des œuvres de l'ours Banjo et de l'oiseau Kazooie. Depuis ce jour et sa chute du haut de sa tour, elle demeure coincée sous un rocher dans la Montagne Perchée et la paix est revenue. Mais un soir, alors que le temps est à l'orage et que les deux héros, encore inconscients du futur danger qui pèse sur leurs têtes, jouent bien au chaud au poker en compagnie de Bottles la taupe et du shaman Mumbo Jumbo dans la maison de Banjo, un tremblement de terre vient troubler leur tranquillité. Celui-ci a été provoqué par la foreuse de Mingella et Blobbelda, les deux sœurs de Gruntilda, décidées à délivrer cette dernière de sa prison de pierre,.
Gruntilda émerge donc des profondeurs ; mais, ces deux années passées sous le rocher l'ont réduite à l'état de squelette. Cependant, ses deux sœurs ont conçu une machine machiavélique, capable d'aspirer l'énergie vitale d'autres être vivants, laquelle machine devrait lui permettre de recouvrer son corps d'antan. Amère et résolue à se venger de ceux qui ont causé sa perte, Gruntilda lance, avant de quitter la Montagne Perchée, un puissant sort en direction de la maison de Banjo, lequel sort frappe de plein fouet le pauvre Bottles qui s'écroule, inanimé, aux pieds de ses amis et se retrouve à l'état de fantôme,.
Banjo, Kazooie et Mumbo Jumbo, dévastés par le chagrin de la perte de leur ami, décrètent que les sorcières doivent payer pour tous leurs crimes. Avec l'aide de la taupe Jamjars et de Humba Wumba, Banjo, Kazooie et Mumbo se lancent donc à la poursuite des sorcières. Parviendront-ils une nouvelle fois à déjouer les sombres desseins des sorcières et à ramener leur ami Bottles à la vie, ?

## Système de jeu
Comme le précédent volet, il s'agit d'un jeu d'action et de plates-formes en trois dimensions. Le jeu est composé d'une série de mondes remplis de collectibles comme les notes de musique et les pièces de puzzle, ces dernières permettant de débloquer d'autres niveaux au cours du jeu. Contrairement à ceux de Banjo-Kazooie, les mondes sont cette fois-ci interconnectés et une action réalisée dans un niveau peut avoir une influence dans un autre niveau ; de même, des zones d'un niveau donné peuvent n'être accessibles qu'en passant par un autre niveau.
Outre les mouvements déjà appris au cours du précédent volet, Banjo-Tooie offre de nouvelles capacités et de nouveaux mouvements pour les deux héros et ce, qu'ils soient réunis ou non. Il est en effet possible (via des socles) de séparer les deux compères et de ce fait, de réaliser des actions impossibles à effectuer lorsque les héros sont réunis. Ces mouvements peuvent être appris auprès de Jamjars, le frère de Bottles, ce dernier étant dans l'incapacité d'apprendre quoi que ce soit aux deux héros.
Parmi ces nouvelles capacités, on notera l'apparition de nouveaux types d'œufs pour Kazooie, à savoir les œufs de feu, les œufs explosifs, les œufs de glace et les œufs télécommandés.
À noter que dans ce volet, outre le mode aventure solo, il existe aussi un mode multijoueur permettant de jouer à des minis-jeux avec d'autres joueurs. Rejouer est aussi un mode permettant de repasser des boss, des cinématiques et des jeux.

## Suites
Deux épisodes sont ensuite sortis sur Game Boy Advance : 
- Banjo-Kazooie : La Revanche de Grunty
- Banjo-Pilot

Et un épisode sur Xbox 360 :
- Banjo-Kazooie: Nuts and Bolts

Il existe de nombreux liens entre Banjo-Tooie et les autres jeux développés par Rare :
- Les poissons à pics du « Lagon de Joyeux Roger » sont les mêmes que dans Donkey Kong 64 (et déjà présents dans Donkey Kong Country 2: Diddy's Kong Quest) ;
- Un des temples dans le premier niveau (« Mayahem ») est très semblable à un temple présent dans le niveau « Aztec à sec » dans Donkey Kong 64 ;
- La maison de Bottles regorge de références. Un de ses fils joue avec une peluche Donkey Kong, un autre possède un grand poster de Jet Force Gemini dans sa chambre. De plus, celui qui joue avec un avion miniature semble porter une casquette rappelant celle d'un dresseur de Pokémon ;
- Dans l'« Industrie de Grunty », on peut voir différents magnets sur un frigo qui sont les logos de Banjo-Kazooie, Jet Force Gemini et Donkey Kong 64 ;
- Les ennemis réapparaissent au bout d'un moment, comme dans Donkey Kong 64 (alors qu'ils disparaissaient définitivement dans Banjo-Kazooie) ;
- De nombreux bruitages sont exactement les mêmes que dans Donkey Kong 64 ;
- Banjo fait la rencontre de Sabreman, le héros d'un jeu sorti en 1984 ;
- Le système de visée à la première personne fait référence au jeu GoldenEye 007, adaptation du film avec Pierce Brosnan, qui a fait la renommée de Rareware ;
- Le caillou vivant s'appelle Rocaillou en français, ressemblant énormément au nom français du Pokémon Racaillou.